# Стършел (вестник)
Вижте пояснителната страница за други значения на Стършел.
„Стършел“ е български вестник за хумор и сатира. Излиза без прекъсване от основаването си през февруари 1946 г. и с това е най-старият вестник в България (към 2014 г.).
Създаден е от леви интелектуалци като отговор на популярна сатирична рубрика във вестника на БЗНС (НП) „Народно земеделско знаме“. Сред ранните сътрудници на вестника са Димитър Чавдаров – Челкаш, Борис Ангелушев, Павел Вежинов, Богомил Райнов, Марко Бехар, Христо Ганев, Валери Петров, Никола Мирчев.
Сътрудници на вестника през годините са били още Иван Радоев, Петър Незнакомов, Радой Ралин, Черемухин, Добри Жотев, Ясен Антов, Христо Пелитев (главен редактор 1965 – 1988), Кунчо Грозев, Станислав Стратиев, Чавдар Шинов, Мирон Иванов, Марко Ганчев, Любомир Янов, Йордан Попов (и като главен редактор) и карикатуристите Никола Мирчев, Марко Бехар, Борис Димовски.
За известно време се издава от централния комитет на БКП.
Редакцията на вестника е съорганизатор на Наградата „Чудомир“ за хумористичен разказ (от 1969 г., съвместно с община Казанлък) и на Международния литературен конкурс „Алеко“ (от 1966 г., съвместно с община Свищов).

## За него
- Що е „Стършел“ свършил. Съставители Йордан Попов, Михаил Вешим и Румен Белчев. София: Стършел, 2016, 226 стр. ISBN 978-954-8134-39-2